# Helmuth Scharnowski
Helmuth Scharnowski (* 20. April 1949 in Eiterfeld) ist ein ehemaliger Fußballfunktionär und -trainer.

## Werdegang
In den 1980er Jahren führte der in Flensburg lebende Scharnowski den Verein TSG Scheersberg (aus Scheersberg) von der Kreisliga in die Landesliga.
2001 übernahm Helmuth Scharnowski als Chefcoach und gleichzeitig als Vereinspräsident den Civics FC in Namibia. Der Verein liegt in einem Problemviertel mit sozial brenzligem Umfeld. Er arbeitete dabei ab 2000 bis 2007 mit dem von ihm gegründeten Jugendhilfeprojekt Buschschule Namibia zusammen.
Im Mai 2013 zog sich der Civics-Clubchef aus gesundheitlichen Gründen nach 12 Jahren vom Fußballgeschäft in Namibia zurück und verlegte seinen Lebensmittelpunkt nach Flensburg zurück.

## Fußballschule
Helmuth Scharnowski gründete eine Fußballschule in Windhoek und leitet diese bis heute. Durch gezielte Förderung konnten mehrere Spieler den Schritt nach Europa schaffen. Bekanntestes Beispiel ist Collin Benjamin vom Hamburger SV. In der Saison 2006/2007 verpflichtete der dänische Zweitligist und Anwärter auf die dänische Superliga 2007 Sønderjysk Elitesport den Stürmer Heinrich Isaacks aus der Kaderschmiede.

## Schriften
- Buschschule Namibia, Windhoek 1996. (online abrufbar)